# إيلي تاناكا
إيلي تاناكا (بالإنجليزية: Elly Tanaka)‏ هي عالمة كيمياء حيوية وأحيائية أمريكية، ولدت في 1965 في بوسطن في الولايات المتحدة.